# أنتوني فان ديمن
أنتوني فان ديمن (بالهولندية: Antonie van diemen)‏ (1593 - 19 أبريل 1645) كان حاكمًا استعماريًا هولنديًا.
ولد في كوليمبورغ في هولندا، وابن ميوس أنتونيز فان ديمن وكريستينا هوفينار. في 1616 انتقل إلى أمستردام، على أمل تحسين ثروته كتاجر؛ في هذا فشل وأعلن مفلسة. بعد عام أصبح خادمًا لشركة الهند الشرقية الهولندية وأبحر إلى باتافيا، جزر الهند الشرقية الهولندية (جاكرتا)، عاصمة جزر الهند الشرقية الهولندية. في الرحلة خارج، وضعت موريشيوس الشرق عن غير قصد في ساحل غير معروف من أستراليا.
وجد الحاكم يان بيترززون كوين أن فان ديمن مسؤول موهوب وبحلول عام 1626 كان المدير العام للتجارة وعضو مجلس جزر الهند. في 1630 تزوج من ماريا فان ألست. وبعد عام عاد إلى هولندا باعتباره أدميرال على متن السفينة ديفينتر. في عام 1632، عاد إلى باتافيا وفي عام 1635 تم تعيينه حاكمًا عامًا لجزر الهند الشرقية الهولندية، حيث أصبح تعيينه ساريًا في 1 يناير 1636.
نجح فان دايمن في منصبه لمدة تسع سنوات كمحافظ عام في نجاحه وهامته لكل من المستعمرة والنجاح التجاري لشركة الهند الشرقية الهولندية. كرس الكثير من طاقته لتوسيع قوة الشركة في جميع أنحاء جنوب شرق آسيا. تحت حكمه، تم تأسيس القوة الهولندية في سيلان (سريلانكا الآن) عبر ترينكومالي.
يُذكر أفضل ما قام به فان ديمن لجهوده لتعزيز استكشاف «أرض الحنوب الكبرى»، أستراليا، مما أدى إلى «الرحلات الهولندية الأخيرة والأكثر طموحًا في هذا القرن». تم القيام بالرحلة الأولى تحت إدارته النشطة في غضون ثلاثة أشهر من وصوله إلى باتافيا؛ ابتداءً من كيب يورك، كانت سفنها ترسم السواحل المجهولة، لكن المشروع انتهى بالفشل، عندما قُتل قائدها على يد مواطنين في غينيا الجديدة، وعادت السفن. في عام 1639 قام بتكليف رحلتين إلى الشمال بحثًا عن «جزر الذهب والفضة» التي وضعتها التقارير الإسبانية في شمال المحيط الهادئ إلى الشرق من اليابان، وأرسل Maarten Gerritsz Vries لاستكشاف سواحل كوريا و«تارتاريا»؛ هذه، أيضا، عاد بلا جدوى. وبغض النظر عن ذلك، قام فان ديمن بتعيين فرانس فيشر لوضع خطة لاكتشافات جديدة. حدد Visscher ثلاثة طرق مختلفة، وقرر فان ديمن في أغسطس 1642 إرسال أبل تاسمان، برفقة Visscher، بحثًا عن أرض الجنوب الكبرى، والتي سيطلق عليها أبل تاسمان «هولندا الجديدة».